# Барзилай, Исраэль
Исраэль Барзилай (ивр. יִשְׂרָאֵל בַרְזִילֲי‎; 1 октября 1913 года, Нешава, Царство Польское, Российская империя — 12 июня 1970 года, Тель-Авив, Израиль) — израильский государственный деятель, министр здравоохранения Израиля (1955—1961 и 1966—1969).

## Биография
Был членом еврейской общины в Влоцлавека. В 1932 г. переехал в Париж, чтобы продолжить своё образование, в 1934 г. эмигрировал в Палестину, где вступил в Гехалуц. В 1938 г. становится главой кибуца, в 1939 г. выступает одним из основателей кибуца Негба.
В 1947 г. избран секретарем Всемирного Союза МАПАМ.
- 1948—1951 гг. — посол Израиля в Польше,
- 1953—1955 гг. — политический секретарь партии МАПАМ,
- 1955—1961 и 1966—1969 гг. — министр здравоохранения,
- 1958—1959 гг. — одновременно министр почты.

С 1969 г. — министр без портфеля Израиля.
В 1955—1965 гг. избирался депутатом Кнессета.
После его смерти в честь политика был назван крупный медицинский центр в Ашкелоне, который был создан по его инициативе в 1961 г.